# Irwin Shire
Koordinaten: 29° 15′ S, 114° 56′ O

Das Shire of Irwin ist ein lokales Verwaltungsgebiet (LGA) im australischen Bundesstaat Western Australia. Das Gebiet ist 2.369 km² groß und hat etwa 3680 Einwohner (2021).
Irwin liegt an der australischen Westküste an der Mündung des Irwin River etwa 310 Kilometer nördlich der Hauptstadt Perth. Der Sitz des Shire Councils befindet sich in der Stadt Dongara, wo etwa 1.400 Einwohner leben (2021). Weitere Ortschaften und Ortsteile des Shires sind Allanooka, Arrowsmith, Bookara, Bonniefield, Irwin, Port Denison, Milo, Mt Adams, Mt Horner, Springfield und Yardarino.

## Verwaltung
Der Irwin Council hat sieben Mitglieder. Sie werden von allen Bewohnern des Shires gewählt. Irwin ist nicht in Bezirke unterteilt. Aus dem Kreis der Councillor rekrutiert sich auch der Vorsitzende des Councils (Shire President).